# Corporación de Fosfato de Nauru
La Corporación de Fosfato de Nauru es una compañía controlada por el gobierno, el cual posee minas de fosfato en Nauru. La economía de Nauru depende totalmente de las minas de fosfato, en caso contrario llevaría a una catástrofe ambiental. Al parecer, los depósitos de fosfato de la isla se agotaron en el año 2000, no obstante, existen dudas acerca de tal dato, no habiendo una respuesta nítida y aceptada popularmente. 

## Historia
En el año 1900 el británico Albert Fuller Ellis, quien viajó e instaló una compañía llamada Pacific Island Company (Compañía Islas del Pacífico) en Nauru, una subsidiaria de una compañía británica con sede en Australia, la cual descubrió varios yacimientos de fosfato en la isla de Banaba (Nauru). En 1901 la compañía se dedica principalmente a la extracción de fosfato, empleando el puerto de Aiwo (1904) y es renombrada el año 1906 como "Corporación de Fosfato de Nauru".
A raíz de la Primera Guerra Mundial, Nauru se convierte en un territorio británico de ultramar y el imperio colonial británico se establece en sustitución de la corporación de fosfato de Nauru como el comisionado de fosfato británico, entonces los británicos comenzaron la explotación del fosfato hasta la independencia de Nauru (A excepción durante el período de la Segunda Guerra Mundial durante la cual los japoneses ocupaban la isla de Nauru.
En 1967, Nauru entra en un proceso de independencia de Reino Unido y además compran la compañía británica en 1970, esta también se nacionaliza y se re-bautiza como la Corporación de fosfato de Nauru.
El Gobierno colocó los beneficios de la compañía en un fondo llamado "Derechos de confianza del fosfato de Nauru", destinado a garantizar el futuro de los pueblerinos; sin embargo las malas inversiones y la corrupción limitaron los beneficios inducidos.

## Galería

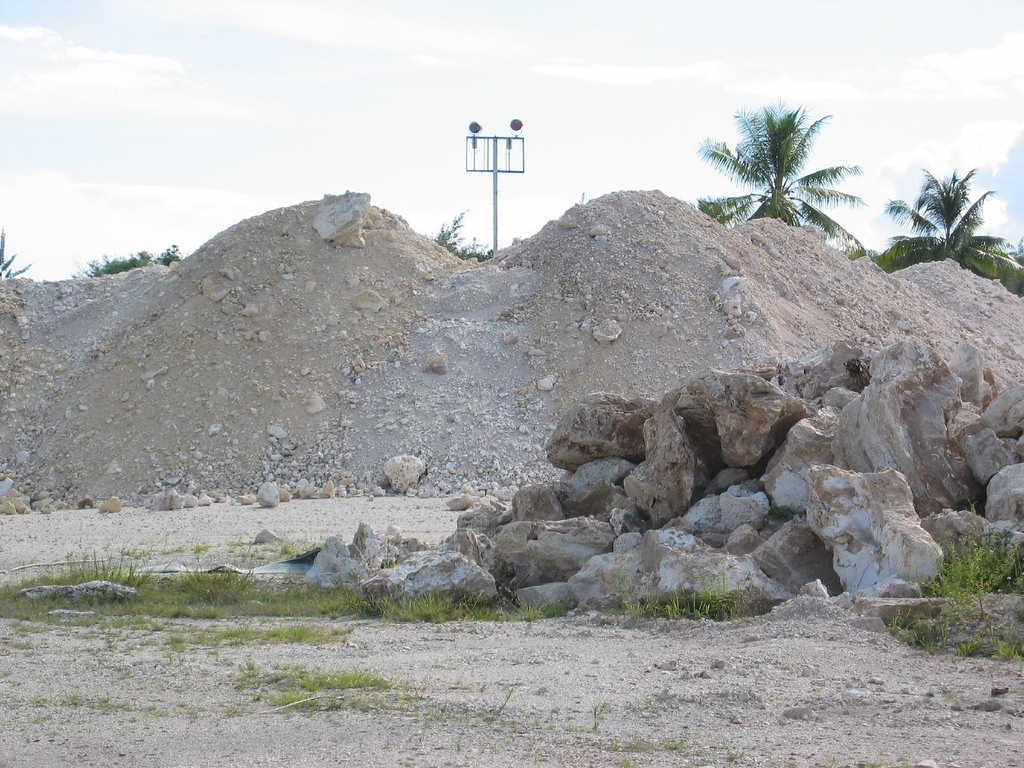
Existencias de fosfato.
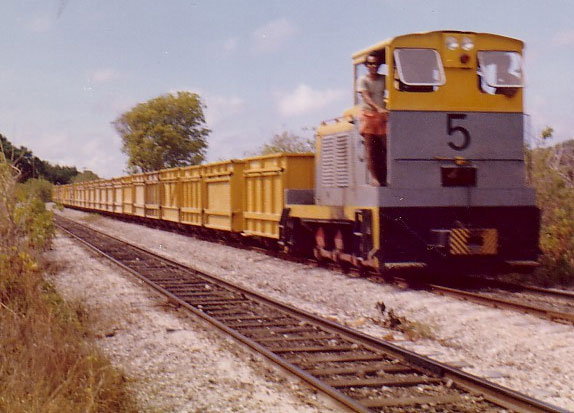
Tren que transportaba el fosfato desde la meseta hacia la costa.
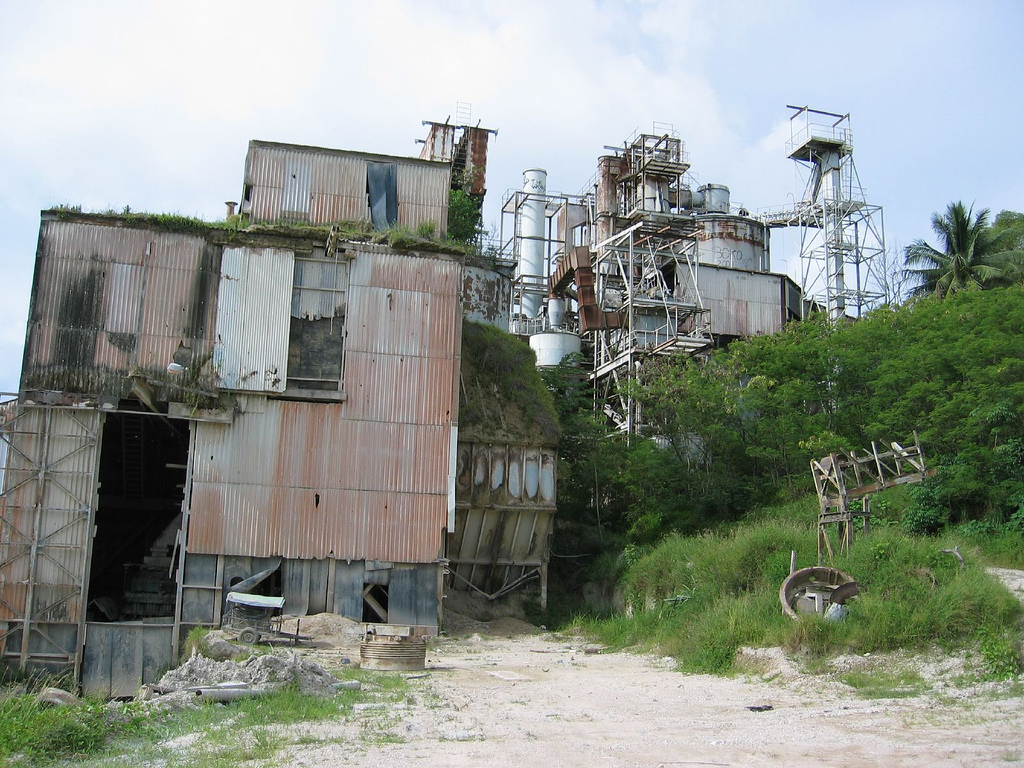
Refinería de fosfato en ruinas
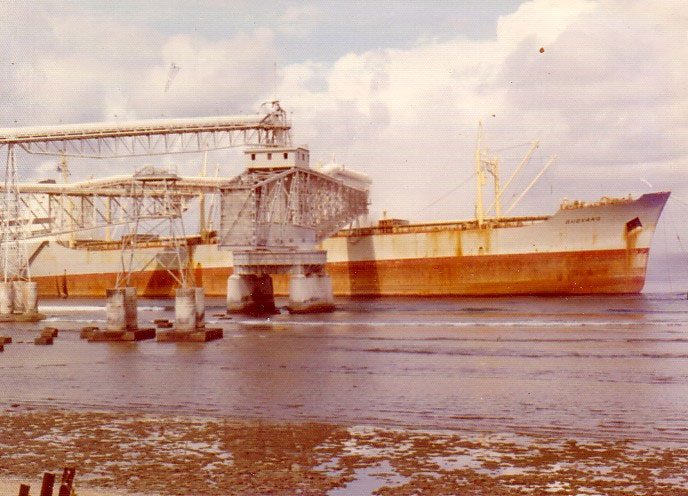
Barco de carga que transporta fosfato por medio de estructuras
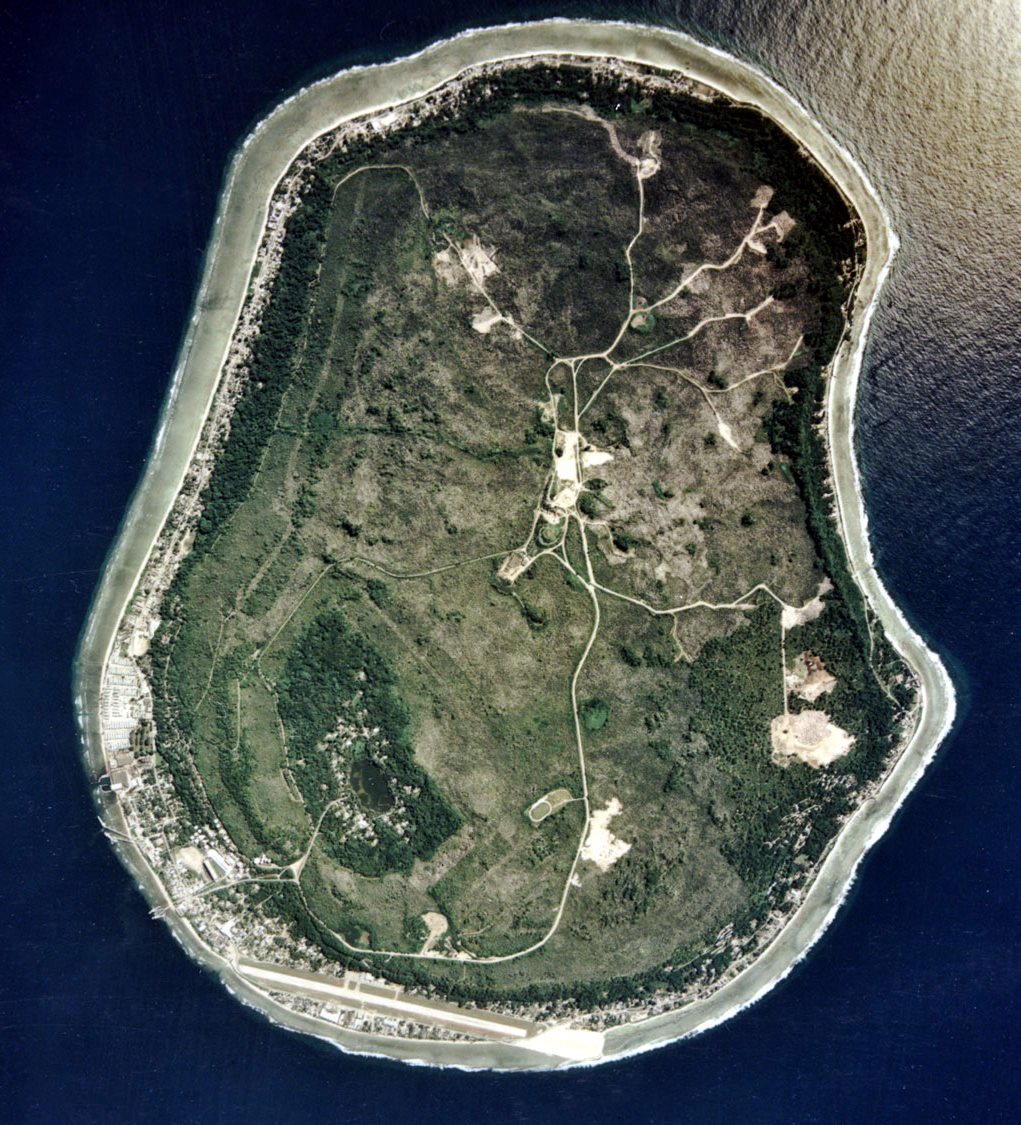
Fotografía satélite que muestra las zonas afectadas por la explotación del fosfato
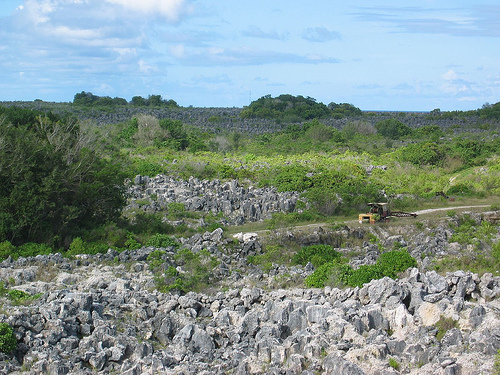
Paisaje lunar formado por alcayatas calcáreas a raíz de la extracción del fosfato.